# Roeperocharis
Roeperocharis é um género botânico pertencente à família das orquídeas (Orchidaceae).

## Espécies
1. Roeperocharis alcicornis Kraenzl. in H.G.Reichenbach, Xenia Orchid. 3: 105 (1892).
2. Roeperocharis bennettiana Rchb.f., Otia Bot. Hamburg.: 104 (1881).
3. Roeperocharis maleveziana Geerinck, Taxonomania 2: 6 (2001).
4. Roeperocharis urbaniana Kraenzl. in H.G.Reichenbach, Xenia Orchid. 3: 104 (1892).
5. Roeperocharis wentzeliana Kraenzl., Bot. Jahrb. Syst. 30: 283 (1901).